# Escola Gitanjali
L'Escola Gitanjali de Badalona es troba a l'Avinguda Martí Pujol, 37-41, a la casa Leonard Le Prevost, obra modernista de Joan Amigó i Barriga, protegit com a Bé Cultural d'Interès Local.

## Edifici
Edifici de semisoterrani, amb planta baixa i pis, amb una volumetria complexa, volgudament asimètrica, augmentada per una reforma de 1945. Un petit barri resguarda l'accés a la porta principal. Hi destaca la rotunditat de les reixes a les finestres i del llarg balcó corregut del pis superior.

## Història
Permís d'obres sol·licitat per Leonard Le Prevost el 1908. Ampliació a càrrec de Joan Padrós i Fornaguera, el 1946, per a convertir l'habitatge unifamiliar en dues cases independents.

### Escola
L'escola es va fundar l'any 1962 de la mà de tres joves badalonines de 24 anys que pretenien crear una escola completament diferent de les que existien en aquella època. Les bases pedagògiques en les que es van inspirar es fonamentaren en Johann Heinrich Pestalozzi, Friedrich Wilhelm August Fröbel, Ovide Decroly i Maria Montessori. Les tres fundadores sentien una gran admiració per Rabindranath Tagore, tant pels seus escrits, primordialment de poesia, com per l'Escola Santiniketan (l'Escola de la Pau) que ell havia fundat el 1901. Aquest fou el motiu pel qual desitjaven posar el nom de Tagore a la nova escola. Una de les escoles fundades en aquells anys, seguint els mateixos passos, els havia passat al davant, l'Escola Tagore ja existia a Barcelona. Quedava la possibilitat de posar el nom d'un dels seus llibres de poemes. N'hi havia dos que els abellien molt per la seva relació amb els infants: La Lluna Nova i El jardiner. No va poder ser cap dels dos perquè per imperatiu legal no es podia registrar l'Escola amb un nom en català. Optaren, per tant, pel nom d'un poema mísic, Gitanjali, Ofrena lírica, considerada la seva obra més important i que valgué al filòsof bengalí la concessió del premi Nobel de Literatura l'any 1913. Així doncs, el nom de Gitanjali fou el que finalment es trià, fet que posa de manifest que un nom català no era possible en aquella època, en canvi, un nom en llengua bengalí sí.
Després de superar molts entrebancs, canvis d'edifici... la Cooperativa de Mestres s'integrà al col·lectiu CEPEPC que lluitava per convertir les escoles que en formaven en públiques. L'Escola es va integrar oficialment a la xarxa pública, el dia 16 de gener de 1986, Decret 15/1986, DOGC núm.647 del 10.2.1986 d'acord amb la Llei 14/1983 i l'ordre del 18 de juliol de 1985, D.O.G.C del 26.8.1985 que aprovava la llista definitiva dels centres privats que s'havien d'integrar a l'escola pública.
Actualment l'Escola Gitanjali és una escola pública d'una línia que és hereva del moviment històric de l'Escola Nova i que té un Projecte Educatiu que pretén formar nens i nenes responsables, crítics i plenament integrats al seu entorn i capaços de projectar-se en la societat del futur.